# 敖德薩空襲 (2022年至今)
俄羅斯入侵烏克蘭期間，烏克蘭南部城市敖德薩及周边地区自冲突开始以来多次成为俄罗斯军队炮击和空袭的目标，这些炮击和空袭的来源主要是位于黑海的俄罗斯军舰上。该市也曾是俄罗斯巡航导弹的攻击目标。

## 时间线

### 2022

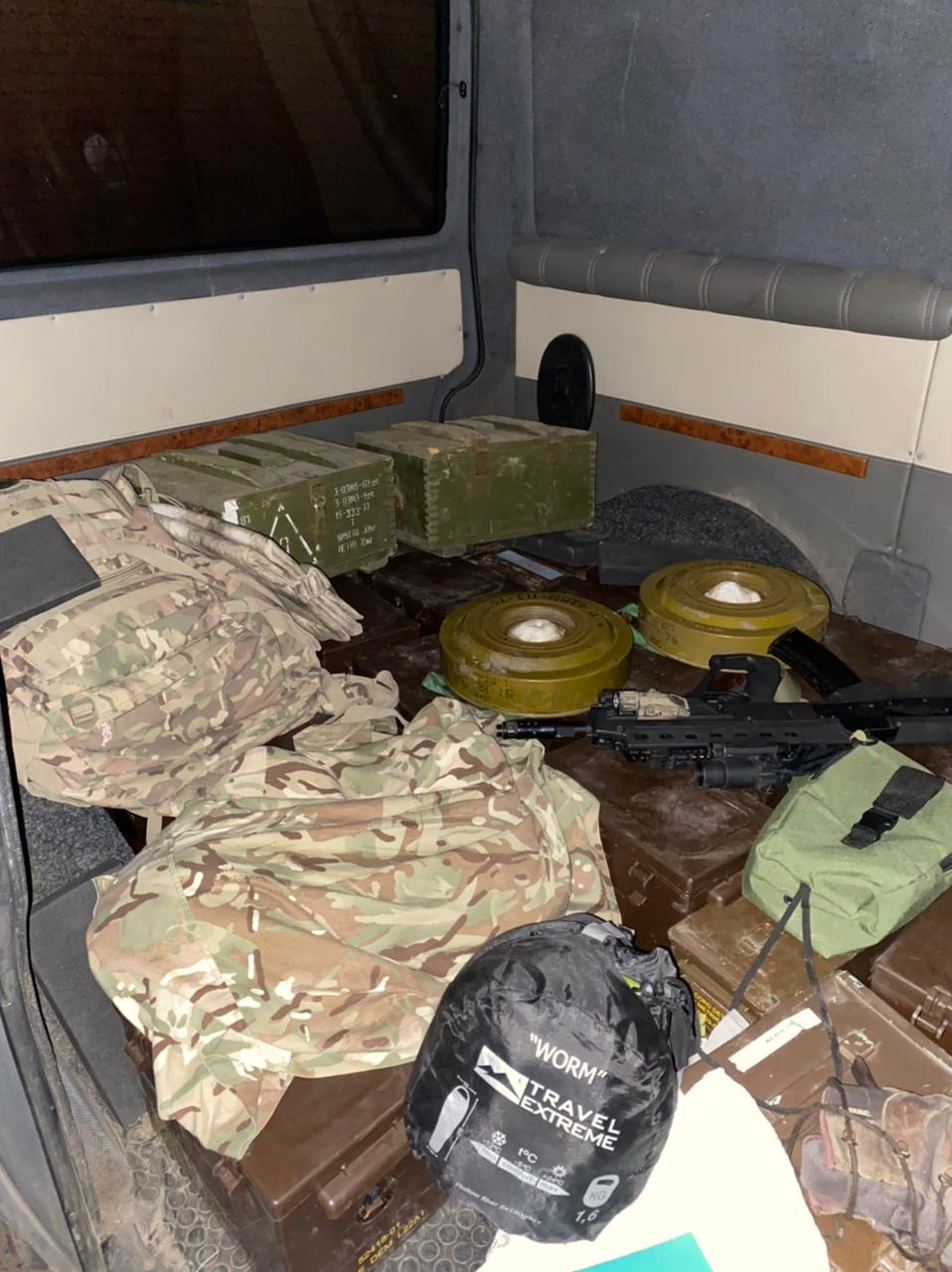
2 月 27 日，在敖德萨从被指控的俄罗斯破坏分子手中缴获的设备

俄罗斯对敖德萨的首次空袭发生在入侵的第一天，即2022年2月24日凌晨，目标是该市的仓库以及利佩齐克的雷达和防空系统。袭击造成至少 22 名军人和士兵死亡，6人受伤。乌克兰当局还报告说，俄罗斯炮击了敖德萨军用机场，并摧毁了一架飞机。2月27日，俄罗斯破坏分子开始在敖德萨活动，乌克兰当局拘留了他们并没收了他们的设备。3月2日，疏散列车开始将平民从该市运往切爾諾夫策和乌日霍罗德，3月8日又有更多的疏散列车投入运营。
2022年3月5日，一架注册号为RF-91165的俄罗斯Mi-8直升機在敖德萨附近被毁。3月8日，烏克蘭國土防禦部隊在敖德萨成立了一个新旅，此前该市希望加入防卫部队的平民曾抱怨说，他们被遣送回家时没有武器，缺乏组织。
3月底，俄罗斯加强了对敖德萨的攻击。2022年3月21日上午，俄罗斯军舰再次出现在近海，开始炮击包括港口在内的敖德萨目标，随后乌克兰海岸炮兵还击，将其赶回黑海。

### 2023

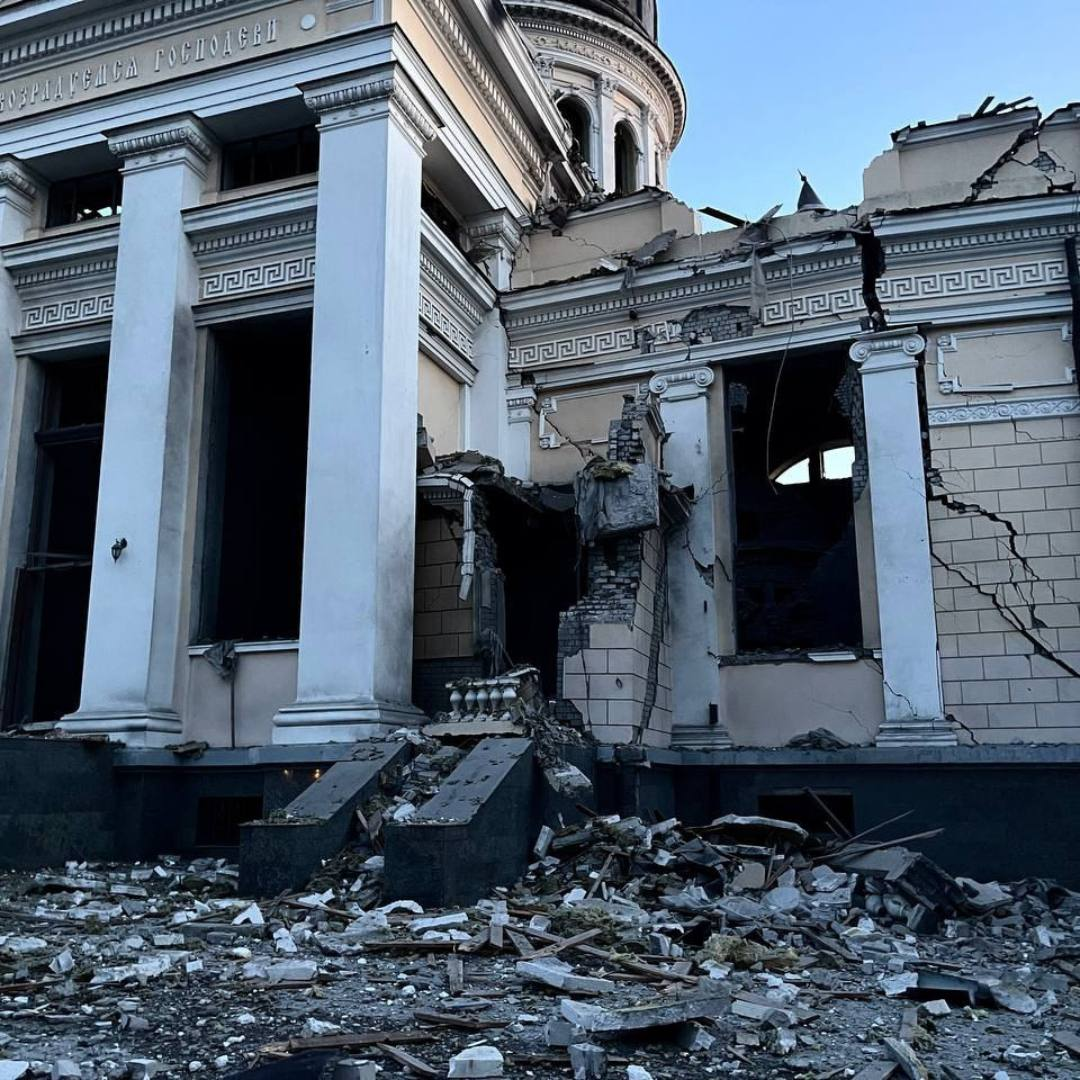
7 月 23 日导弹袭击后的变容大教堂

2023年7月19日夜间，俄罗斯在退出 "黑海谷物倡议 "之后，又对敖德萨港发动了导弹和无人机袭击。粮油码头遭到破坏。乌克兰农业部称有6万吨谷物在袭击中被毁。
7月20日晚，新的袭击摧毁了敖德萨的一座行政大楼和敖德萨地区的仓库。其中包括中国总领事馆大楼世界遗产 "敖德萨历史中心 "缓冲区内的三座博物馆（考古博物馆、海洋博物馆和文 学博物馆）遭到破坏。联合国教科文组织谴责这次袭击。
7月22/23日，俄罗斯导弹再次击中敖德萨，包括历史中心。据地方当局称，25处建筑遗迹遭到破坏。